# دهستان طراز ناهید
دهستان طرازناهید یکی از دهستان‌های استان مرکزی است که در بخش مرکزی شهرستان ساوه واقع شده است.
روستاهای تابع آن عبارتند از: عباس آباد نارباغی، اسکندر آباد، انجیلاوند علیا، انجیلاوند سفلی، ایریجه، تخته چمن، حاجی آباد، حسین آباد، مزرعه سه چاه، مزرعه اجاق، قراقیه، قشلاق احمد آباد شاهجرد، باغ شیخ، بلاغ، خرم آباد، دشت اجاق، رضا آباد، سینک، شیخ رضالو، طراز ناهید، فتح آباد، قلعه عبدالله خان، جعفر آباد، احمد آباد، شهر صنعتی کاوه، حسن آباد تپه خشتی، سرشکاف، کشکول آباد، گچکون، گرگ انبان، مزرعه اسلام آباد، والمان، چک. نده، گل نما.